# Мужчина из Кёльбьерга
Мужчина (ранее считался женщиной) из Кёльбьерга — древнейшая из сохранившихся болотных мумий и одновременно древнейшая находка человеческих останков на территории Дании. Принадлежал к периоду Маглемозе, примерно 8000 лет до н. э.
Тело обнаружили в 1941 г. в Кьельберг-Мозе в коммуне Виссенбьерг (по современному административно-территориальному делению — в коммуне Ассенс) на датском острове Фюнен и первоначально посчитали останками женщины. Тело было в значительной мере скелетировано, некоторые фрагменты скелета отсутствовали. По данным антропологии, мужчина умер в возрасте 20—25 лет. Останки в настоящее время хранятся в Городском музее г. Оденсе. Первоначально тело попало в воды озера, которое со временем превратилось в болото. На костях скелета не обнаружено следов насильственной смерти, поэтому предполагается, что человек утонул по неосторожности.
Проведённое в 2016 году исследование образцов ДНК, взятых из молярных зубов, показало, что они, а, следовательно, и тело, принадлежат мужчине. Пол и ранее подвергался сомнению из-за относительно мощных костей.